# Ligia (ort i Grekland)
Ligia (Lygia) är en ort i Grekland.   Den ligger i prefekturen Lefkas och regionen Joniska öarna, i den centrala delen av landet, 270 km väster om huvudstaden Aten. Ligia ligger 1 meter över havet och antalet invånare är 930. Den ligger på ön Lefkas.
Terrängen runt Ligia är huvudsakligen kuperad, men åt sydost är den platt. Havet är nära Ligia österut.  Närmaste större samhälle är Lefkáda, 5,0 km norr om Ligia. 